# Куба (остров)
Ку́ба (исп. Cuba) — остров на севере Карибского моря, крупнейший в группе Больших Антильских островов. Отделён от Северной Америки Флоридским проливом на севере и Юкатанским проливом на западе. Площадь — 105 тыс. км². Является основной территорией Республики Куба.

## Этимология
Название «Куба» имеет происхождение в ныне мёртвых языках индейцев таино, населявших Большие Антильские острова. Точный смысл названия неясен, есть точка зрения, что оно может обозначать «место, где плодородная земля обильна» (cubao) либо «прекрасное место» (coabana).
Есть также гипотеза, что Христофор Колумб назвал остров в честь селения Куба в районе Бежа в Португалии.

## Рельеф
Рельеф Кубы преимущественно равнинный, возвышенности и горы занимают около трети территории. На острове выделяют несколько природных районов. В западной части геологическое строение и рельеф острова имеют мозаичный характер, обширно представлены карстовые процессы. Ландшафт покрыт сельскохозяйственными угодьями и городской застройкой. Центральный район имеет густую речную сеть и много болот, леса сохранились только в горном массиве Гуамуая, земли в долинах и на равнинных участках возделываются. Центрально-восточный район имеет более плоский ландшафт, естественная растительность заменена плантациями сахарного тростника и пастбищами. В юго-восточной части острова расположены сильно расчленённые горные системы, с которых стекают полноводные реки. На склонах гор расположены плантации сахарного тростника и кофе, пастбища. Самый высокий горный массив Сьерра-Маэстра протянулся вдоль юго-восточного побережья на 250 километров. Его высшая точка — пик Туркино (1974 м).

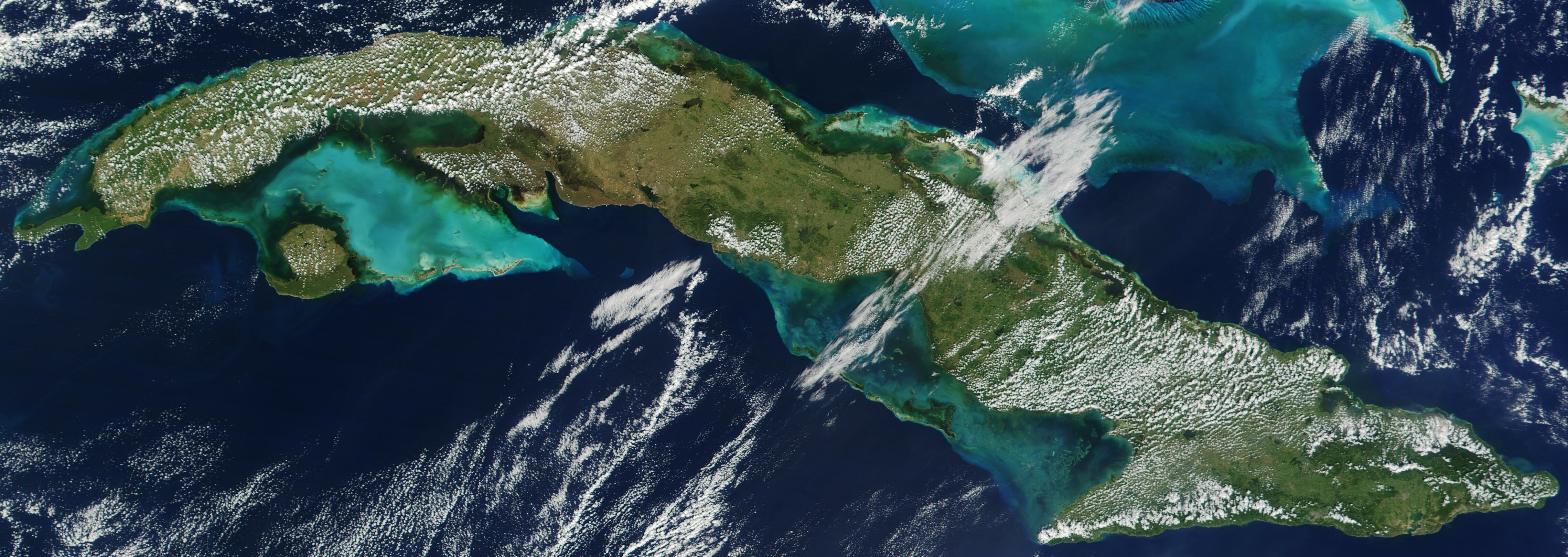
Вид Кубы из космоса

На Кубе повсеместно развит карст, в связи с этим известно множество пещер, в том числе и крупных. Так, на западе пещера Санто-Томас имеет разветвленную сеть подземных галерей общей протяжённостью 25 километров. Часто встречаются так называемые «моготес» — формы тропического карста, представляющие собой возвышенности с почти вертикальными склонами и плоскими вершинами. Примерно 2/3 всей площади Кубы занимают слегка всхолмленные равнины. Они наиболее заселены и освоены. Берега, как правило, низкие, иногда заболоченные, во многих случаях поросшие мангровыми зарослями. Часто встречаются песчаные пляжи, которые тянутся на многие километры (например, на полуострове Икакос, где расположен известный курорт Варадеро).

## Геологическое строение и полезные ископаемые
На острове Куба имеются значительные запасы никеля, хрома, марганцевых, железных и медных руд, асбеста, каменной соли, фосфоритов. На западе острова открыты месторождения нефти и газа.

## Климат

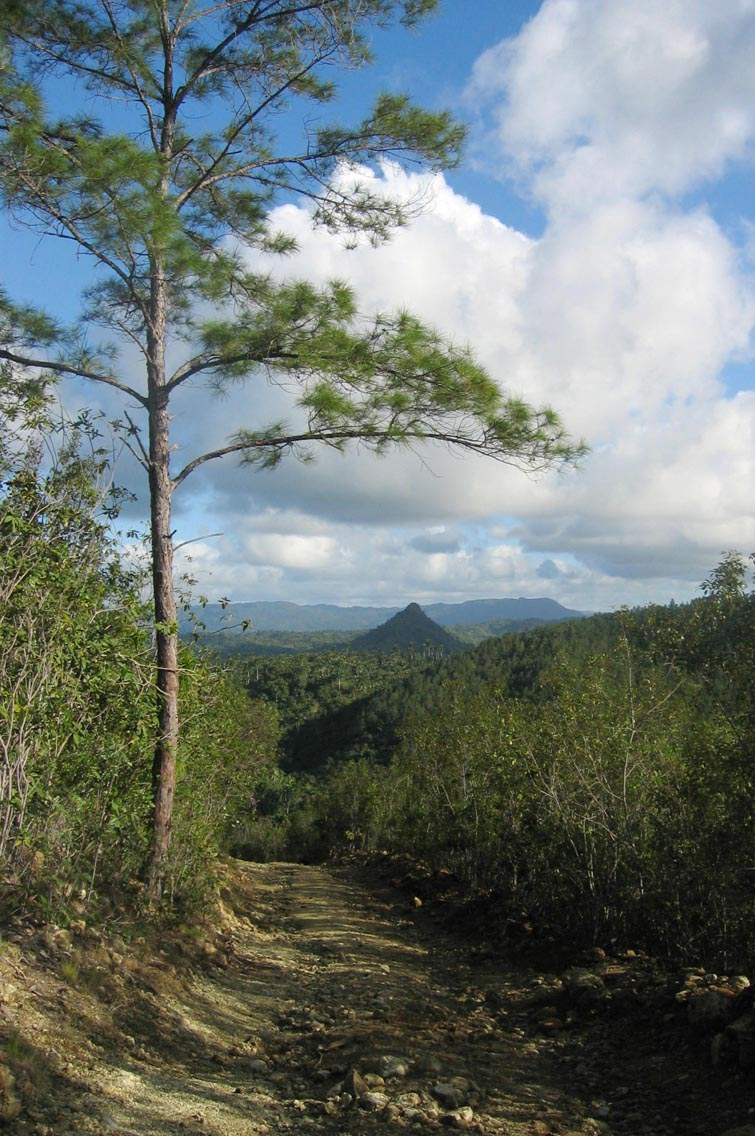
Куба

Климат Кубы — тропический, пассатный. Среднегодовая температура составляет 25,5 °C. Средняя температура самого холодного месяца (январь) равна 22,5 °C и самого жаркого (август) — 27,8 °C. Температура поверхностных вод у берегов зимой составляет 22-24 °C, летом — 28-30 °C. Среднегодовое количество осадков, выпадающих обычно в виде ливней — 1400 мм, однако нередко случаются и засушливые годы.
На Кубе четко выражены два климатических сезона: дождливый (май-октябрь) и сухой (ноябрь-апрель). На сезон дождей приходится 3/4 всей годовой суммы осадков.
Особенностью климата Кубы является типичная высокая влажность на протяжении всего года. Сочетание большой влажности и высокой температуры оказывает в целом неблагоприятное влияние на жизнь людей. Однако на побережье ветер с моря умеряет жару, приносит свежесть, а по вечерам и прохладу. В любом месте ветры отличаются известным постоянством, поэтому часто можно видеть деревья, стволы которых имеют и соответствующий наклон.
Куба подвержена действию тропических циклонов, которые зарождаются в летне-осенний период (июнь — середина ноября) к востоку от Малых Антильских островов и на западе Карибского моря, передвигаясь затем в сторону Флориды. Тайфуны сопровождаются обильными ливнями и сильнейшими ветрами, способными причинить большой ущерб хозяйству и населению острова. Реки на Кубе короткие, немноговодные. Леса, покрывающие около 10 % территории, сохранились лишь в горных и заболоченных районах. Животный мир суши относительно бедный. В то же время в окружающих Кубу водах имеются ценные промысловые рыбы, моллюски, лангусты, креветки, а также губки.